# Kokosnötreligionen

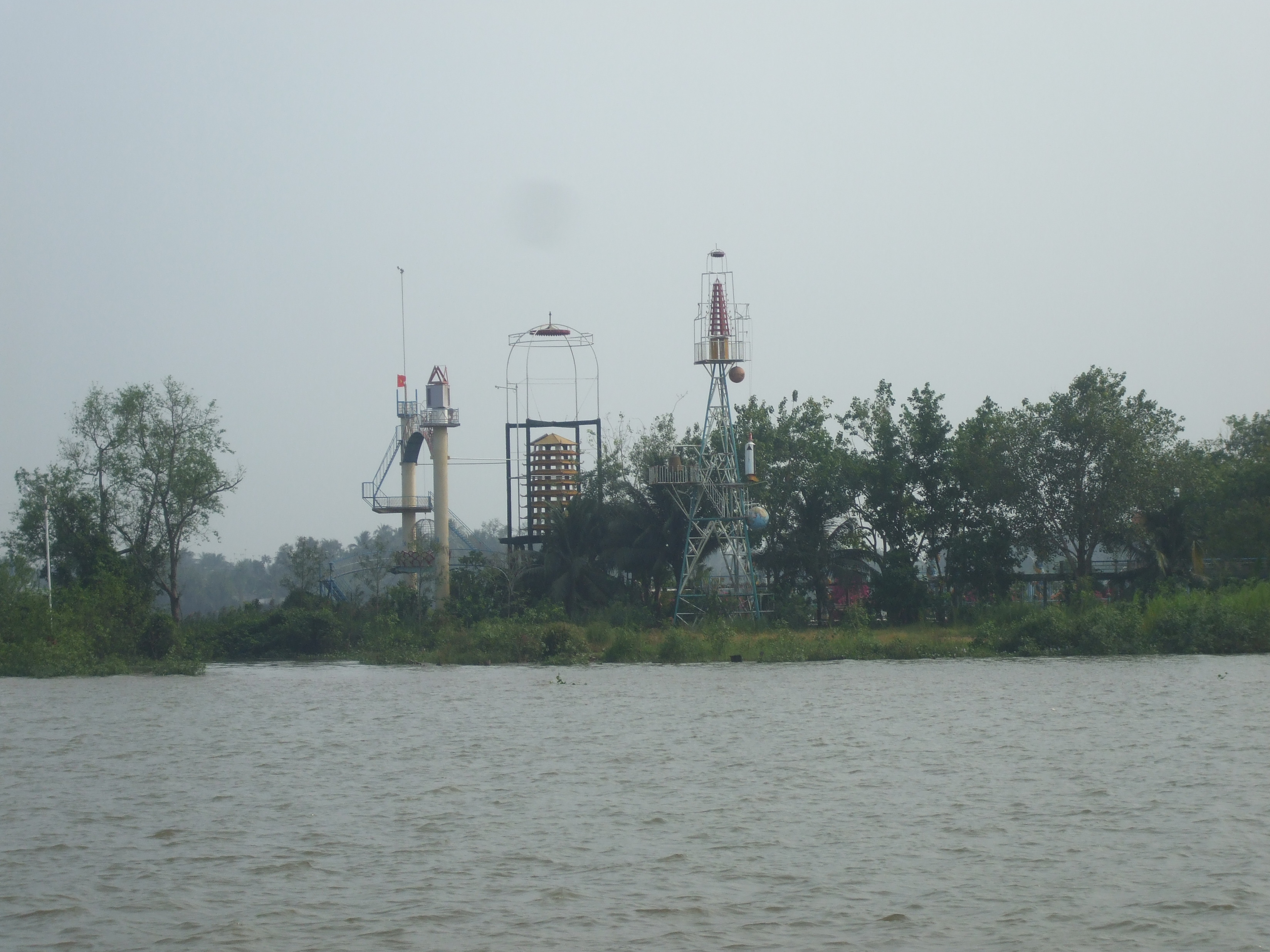
Kokosnötreligionens flytande pagod (1975).

Kokosnötreligionen (på vietnamesiska Tinh Do Cu Si) var en religion eller sekt, som inte har aktiva efterföljare idag. Kokosnötsreligionen utövades i det så kallade Kokosnötsriket i södra Vietnam där religionen grundades 1963. Riket låg på den tidigare obebodda ön Phung utanför Mytho i Mekongdeltat.
Religionen baseras till stor del på buddistiska och kristna inslag som kombinerats med grundarens, den lärde vietnamesen Nguyễn Thành Nam, lära. Religionen förbjöds av vietnamesiska myndigheter 1975. När den var som störst hade den omkring 4 000 bekännare.

## Utövande
Religionen förespråkar en diet bestående enbart av kokosnötter och kokosmjölk. Religionens munkar tilläts gifta sig med upp till nio fruar.

## Historia

### ”Kokosnötmunken”
Religionen grundades 1963 av den vietnamesiske akademikern Nguyễn Thành Nam (1909–1990), även känd som ”Kokosnötmunken”, ”Hans kokosnötskap”, ”Harmonins profet” och ”Farbror Hai”. Nam, som studerade vid ett franskt universitet, etablerade en flytande pagod i ”Kokosnötsriket” i den sydvietnamesiska provinsen Ben Tre.
Det hävdas att Nam enbart åt kokosnötter i tre år. Under den perioden mediterade han även på en stenbädd. Han ställde upp i 1971 års presidentval i Sydvietnam men förlorade och återvände till Kokosnötsriket. Trots sitt excentriska beteende åtnjöt han respekt av regeringen i Saigon och han kallades för en ”religionens man”. Vanligtvis bar han ett krucifix ovanpå en traditionell buddistisk munkdräkt.

### Demografi och utveckling
Antalet anhängare beräknas ha uppgått till 4 000 som högst. En känd anhängare var John Steinbecks son John Steinbeck IV. Religionen sågs som en kult och förbjöds 1975 av vietnamesiska myndigheter efter Sydvietnams fall.